# Cristina Rodríguez (filla d'El Cid)
Cristina Rodríguez (nascuda cap a 1075) va ser filla de Rodrigo Díaz el Campeador, conegut com el Cid. Es va casar el 1099 o poc abans amb l'infant Ramir Sanxes de Pamplona, tinent de Montsó des de 1104, amb qui va tenir dos fills:
- Garcia Ramires el Restaurador, que va recuperar el regne de Pamplona a la mort d'Alfons I d'Aragó sense descendència.[2]
- Elvira Ramírez, casada amb el comte Rodrigo Gómez, fill del comte Gómez González de Candespina.[3]